# Арборе-Ралли, Замфир
Замфир Арборе (рум. Zamfir Ralli-Arbore; на русский манер Земфи́рий Константи́нович Арбо́ре-Ра́лли; 1848, Черновицы, Герцогство Буковина, Австрийская империя — 1933, Бухарест) — буковинский румынский социалист, общественный деятель и публицист. Также был известен как популяризатор науки, этнограф, географ и историк-любитель. Отец Екатерины Арборе-Ралли.

## Биография
Из дворянского рода греческого происхождения, владевшего молдавским селом Долна, где сохранилась усадьба его деда, также Замфира Ралли, принимавшего у себя опального Пушкина. Его отец Константин (1811-56), по семейному преданию, был усыновлён представителем древнего боярского рода Арборе и вследствие этого изменил фамилию «Ралли» на «Арборе-Ралли»
Учился в Кишинёвской гимназии, Петербургской медико-хирургической академии и в Московском университете (непродолжительно). Был одним из руководителей студенческих выступлений в Петербурге в 1868—1869 годах, за участие в которых выслан в 1869 году в Бессарабскую губернию под надзор полиции. В том же году повторно арестован в Кишинёве, доставлен в Петербург и заключен в Петропавловскую крепость. Был привлечён к дознанию по делу С. Г. Нечаева, дал откровенные показания и был в 1870 году освобождён на поруки.
В 1871 году эмигрировал. Поселился в Швейцарии, поступил в Цюрихский университет, примкнул к группе сторонников М. А. Бакунина. Основатель и член редколлегии журналов «Работник» (1875) и «Община» (1878), в которых сотрудничал с русскими народниками Верой Фигнер и Н. А. Морозовым. В Швейцарии также сотрудничал с группой вокруг Элизе Реклю и Сент-Имьенским анархистским Интернационалом. Установил контакт с румынским марксистским кружком и отправлял в Румынию книги Маркса и анархистские комментарии к ним (Иоганн Мост).
В 1879 году поселился в Румынии, в 1886 году принял румынское подданство. В разное время работал редактором газеты, директором статистического бюро, профессором русского языка в румынской военной академии. Один из организаторов социалистического движения в Румынии. В одной из сводок охранки об Арборе-Ралли указывалось, что он всегда «обращал на себя особенное внимание явной ненавистью к русскому правительству и непрекращающейся революционной деятельностью». Был другом ряда видных деятелей румынской литературы — в 1880-х сблизился с Михаем Эминеску, а в 1890-х с Богданом Петричейку Хашдеу.
Арборе-Ралли оказывал различную помощь оказавшимся в Румынии матросам-бунтовщикам с броненосца «Потёмкин», в частности имел контакты с И. А. Лычевым. С красной гвоздикой в петлице сюртука он одним из первых взошёл на борт сдавшегося в Констанце броненосца и приветствовал восставших матросов. Арборе-Ралли помогал потёмкинцам деньгами, одеждой, подыскивал работу, принимал участие в их переселении в другие страны, старался оказывать на матросов политическое влияние, вёл обширную переписку с потёмкинцами. Эта переписка в 1920-х годах была передана родственниками Арборе-Ралли в госархивы СССР и хранится в РГАЛИ.
Приветствовал Октябрьскую революцию, стал одним из основателей Национал-царанистской партии, избирался сенатором.

## Сочинения
- Из семейных воспоминаний об А. С. Пушкине. // Минувшие годы, 1908, № 7.
- Михаил Александрович Бакунин. Из моих воспоминаний. // Минувшие годы, 1908, № 10.
- Dictionarul geografic al Basarabaiei. Reeditare dupa editia: Bucuresti 1904. Editura Museum Chisinau, Fundatia Culturala Romana. 2001. 235 p.
- Basarabia noastră / Nicolae Iorga. Liberarea Basarabiei / Zamfir Arbure. Lupta pentru limba românească si ideea unirii — / Leon Boga. Chisinău : Universitas, 1993. 221p.
- Codul procedurei comerciale rusesti, ed. din 1903, tom. 11, p. 2, din Col. de coduri rusesti, cu note si cu trimiteri la legiuirile din urmă, cu tablă de materii si indice, Bucuresti. «Cartea româneasca», Inst. de arte-grafice «C. Göbl», 1920. 154 p.